# Castillo de Hanaskog
El Castillo de Hanaskog (en sueco: Hanaskogs slott) es una mansión en el municipio de Östra Göinge en Escania, Suecia.

## Historia
En 1827, Hanaskog fue vendido al Conde Carl Axel Wachtmeister (1795-1865), quien poseía el fideicomiso de Vanås. En 1852-1854, hizo renovar el edificio principal y lo expandió con dos pisos y le dio la apariencia de casa señorial. La propiedad de Hanaskog fue transferida en 1891 al Barón Gerhard Louis De Geer (1854-1935), gobernador del condado de Kristianstad e hijo de la condea Karolina Lovisa Wachtmeister (1826-1910) y de Louis Gerhard De Geer af Finspång (1818-1896), primer ministro de Suecia.